# Citrus indica
L'arancio indiano (Citrus indica Yu. Tanaka, 1929) è un albero della famiglia delle Rutacee endemico della regione indiana dell'Assam.

## Tassonomia
C. indica era originariamente individuato come uno dei probabili antenati delle varietà di Citrus coltivate oggi, se non il principale, comunque considerato come la specie più "primitiva" del genere.
Può essere impiegato come portinnesto per le specie coltivate del genere.
Recenti ricerche ne hanno confermato la presenza soltanto nel Meghalaya, dove cresce sulle Colline Garo.

## Utilizzi
La specie è impiegata a fini medicinali e spirituali dal gruppo etnico dei Garo. Il frutto è inoltre utilizzato nel trattamento dell'itterizia e del mal di stomaco in umani ed animali, oltre che, in passato, per il trattamento del vaiolo.

## Conservazione
C. indica è considerata una specie a rischio, minacciata principalmente dalla distruzione dell'habitat provocata dalla pratica dell'addebbiatura. La crescita di questa pianta richiede uno specifico microclima ed è perciò limitata ad un habitat poco esteso. Un sito di particolare importanza per la specie è il Parco nazionale di Nokrek, dove la sua presenza ha incentivato la creazione, all'interno della riserva, del Santuario Nazionale degli Agrumi.